# Saint-Germain-de-Lusignan
 Saint-Germain-de-Lusignan  es una población y comuna francesa, situada en la región de Poitou-Charentes, departamento de Charente Marítimo, en el distrito de Jonzac y cantón de Jonzac.

## Demografía
| 746 | 725 | 909 | 1090 | 1166 | 1145 |
| Para los censos de 1962 a 1999 la población legal corresponde a la población sin duplicidades (Fuente: INSEE [Consultar]) |     |     |      |      |      |